# Barry Fitzgerald
Pour les articles homonymes, voir Fitzgerald.
Barry Fitzgerald, né le 10 mars 1888 à Dublin et mort le 14 janvier 1961 dans cette même ville, est un acteur irlandais.

## Biographie
Né William Joseph Shields à Dublin, il rejoint l'Abbey Theatre, et joue notamment dans la pièce de Seán O'Casey Junon et le Paon, rôle qu'il joue également dans le film du même nom d'Alfred Hitchcock.
Fitzgerald arrive à Hollywood pour participer à une autre œuvre de O'Casey, Révolte à Dublin (anglais : The Plough And The Stars), réalisée par John Ford. Il fait ensuite carrière, jouant dans des films tels que Les Hommes de la mer, Qu'elle était verte ma vallée, Dix Petits Indiens et L'Homme tranquille.
Il est le seul acteur à ce jour à avoir été nommé à la fois pour l'Oscar du meilleur acteur et du meilleur acteur dans un second rôle pour le même rôle, dans le film de 1944, La Route semée d'étoiles (Going My Way). Il a remporté l'Oscar du meilleur acteur dans un second rôle.
Deux étoiles à son nom se trouvent sur le Walk of Fame d'Hollywood, l'une pour la télévision, l'autre pour le cinéma.
Il est le frère de l'acteur Arthur Shields aux côtés duquel il a joué plusieurs fois au théâtre comme au cinéma.

## Filmographie
- 1924 : Land of Her Fathers
- 1930 : Junon et le Paon (Juno and the Paycock), d'Alfred Hitchcock : l'orateur
- 1936 : When Knights Were Bold
- 1936 : Révolte à Dublin (The Plough and the Stars), de John Ford : Fluther Good
- 1937 : Le Voilier maudit (Ebb Tide) de James P. Hogan : Huish
- 1938 : L'Impossible Monsieur Bébé (Bringing Up Baby), de Howard Hawks : Mr. Gogarty
- 1938 : Quatre Hommes et une prière (Four Men and a Prayer) de John Ford : Trooper Mulcahay
- 1938 : Marie Antoinette, de W. S. Van Dyke : Peddler
- 1938 : La Patrouille de l'aube (The Dawn Patrol), de Edmund Goulding : Bott
- 1939 : Pacific Liner : Britches Webley
- 1939 : The Saint Strikes Back : Zipper Dyson
- 1939 : Full Confession : Michael O'Keefe
- 1940 : Les Hommes de la mer (The Long Voyage Home), de John Ford : Cocky
- 1940 : San Francisco Docks : The Icky
- 1941 : Le Vaisseau fantôme (The Sea Wolf), de Michael Curtiz : Cooky
- 1941 : Qu'elle était verte ma vallée (How Green Was My Valley), de John Ford : Cyfartha
- 1941 : Le Trésor de Tarzan (Tarzan's Secret Treasure), de Richard Thorpe : O'Doul
- 1943 : The Amazing Mrs. Holliday : Timothy Blake
- 1943 : Rencontre à Londres (Two Tickets to London), de Edwin L. Marin : Capitaine McCardle
- 1943 : Corvette K-225, de Richard Rosson : Stooky O'Meara
- 1944 : La Route semée d'étoiles (Going My Way), de Leo McCarey : Père Fitzgibbon
- 1944 : I Love a Soldier : Murphy
- 1944 : Rien qu'un cœur solitaire (None But the Lonely Heart), de Clifford Odets : Henry Twite
- 1945 : La Blonde incendiaire (Incendiary Blonde), de George Marshall : Michael 'Mike' Guinan
- 1945 : Duffy's Tavern, de Hal Walker : Le père de Bing Crosby
- 1945 : Dix Petits Indiens (And Then There Were None), de René Clair : Juge Francis J. Quinncannon
- 1945 : Le Club des cigognes (The Stork Club), de Hal Walker : Jerry B. 'J.B.' / 'Pop' Bates
- 1946 : Révolte à bord (Two Years Before the Mast), de John Farrow : Dooley
- 1946 : Californie terre promise (California), de John Farrow : Michael Fabian
- 1947 : Easy Come, Easy Go : Martin L. Donovan
- 1947 : Le Docteur et son toubib (Welcome Stranger) de Elliott Nugent : Dr Joseph McRory
- 1947 : Hollywood en folie (Variety Girl), de George Marshall : Barry Fitzgerald
- 1948 : La Cité sans voiles (The Naked City), de Jules Dassin : Det. Lt. Dan Muldoon
- 1948 : Deux Sacrées Canailles (The Sainted Sisters) de William D. Russell : Robbie McCleary
- 1948 : La Chasse aux millions (Miss Tatlock's Millions) de Richard Haydn : Denno Noonan
- 1949 : Quand viendra l'aurore (Top o' the Morning) : Sergeant Briany McNaughton
- 1949 : The Story of Seabiscuit : Shawn O'Hara, Seabiscuit's Trainer
- 1950 : Midi, gare centrale (Union Station), de Rudolph Maté : Inspecteur Donnelly
- 1951 : La Ville d'argent (Silver City), de Byron Haskin : R.R. Jarboe
- 1952 : Ha da venì... don Calogero! : Don Calogero
- 1952 : L'Homme tranquille (The Quiet Man), de John Ford : Michaleen Oge Flynn
- 1954 : Héritages et vieux fantômes (Happy Ever After), de Mario Zampi : Thady O'Heggarty
- 1956 : Le Repas de noces (The Catered Affair), de Richard Brooks : Oncle Jack Conlon
- 1958 : Rooney : le grand-père
- 1959 : Broth of a Boy : Patrick Farrell

## Distinctions
- Golden Globes 1945 : Golden Globe du meilleur acteur dans un second rôle pour La Route semée d'étoiles
- Oscars 1945 : Oscar du meilleur acteur dans un second rôle pour La Route semée d'étoiles